# Kudakwashe Mahachi
Kudakwashe Mahachi (Bulawayo, 29 settembre 1993) è un calciatore zimbabwese, centrocampista del Manica Diamonds e della nazionale zimbabwese.

## Carriera

### Club
Ha giocato nei campionati zimbabwese e sudafricano.

### Nazionale
Ha fatto il suo debutto per la nazionale maggiore nel 2013, venendo poi convocato per la Coppa d'Africa nel 2017, nel 2019 e nel 2021.

## Palmarès

### Club

#### Competizioni nazionali
- Coppa del Sudafrica: 1

Mamelodi Sundowns: 2014-2015
- Coppa di Lega sudafricana: 1

Mamelodi Sundowns: 2015